# Macroglossum augarra
Macroglossum augarra là một loài bướm đêm thuộc họ Sphingidae, chi Macroglossum.